# Distrito Nacional (prowincja)
Distrito Nacional jest to dystrykt z 32 prowincji Dominikany. Stolicą tego dystryktu jest miasto Santo Domingo.

## Opis
Dystrykt położony na południu Dominikany, zajmuje powierzchnię 91,6 km² i liczy 965 040 mieszkańców 1 grudnia 2010 .
Distrito Nacional podzielony jest na 70 sektorów.